# Ferecetotherium kelloggi
Il ferecetoterio (Ferecetotherium kelloggi) è un cetaceo estinto, appartenente agli odontoceti. Visse nell'Oligocene superiore (circa 23 milioni di anni fa) e i suoi resti fossili sono stati ritrovati in Azerbaigian. È considerato il più antico capodoglio noto. 

## Descrizione
Questo animale è noto solo grazie a resti fossili molto incompleti, comprendenti una mandibola, un arto anteriore, qualche vertebra e frammenti di cranio. Nonostante questi scarsi resti fossili, l'aspetto di Ferecetotherium può essere ipotizzato grazie al confronto con fossili di animali simili ma meglio conosciuti, come Scaldicetus e Aulophyseter. Ferecetotherium doveva essere simile a un piccolo capodoglio, e la lunghezza doveva essere inferiore ai 5 metri. Il ramo mandibolare è robusto, munito di denti conici omodonti. Nell'arto anteriore l'omero è relativamente lungo e l'articolazione del gomito è già sostituita da una connessione ligamentare.

## Classificazione
Ferecetotherium kelloggi è stato descritto per la prima volta da Mchedlidze nel 1970, sulla base di resti fossili molto incompleti rinvenuti nella zona di Perekishkyul in Azerbaigian, nel Gruppo Maikop. La stessa formazione ha restituito i fossili di altri cetacei e di uccelli marini. Ferecetotherium rappresenterebbe il più antico rappresentante dei fiseteroidi, il gruppo di cetacei odontoceti attualmente rappresentati dal capodoglio e dai kogia. 

## Paleobiologia
Ferecetotherium probabilmente si nutriva di pesce o di molluschi simili a calamari, come i capodogli attuali.